# Giuseppe Siri
Pour les articles homonymes, voir Siri.
Giuseppe Siri, né le 20 mai 1906 à Gênes en Italie et mort le 2 mai 1989 à Albaro, est un cardinal italien de l'Église catholique.
De mai 1946 à juillet 1987, il dirige l'archidiocèse de Gênes.

## Biographie
Giuseppe Siri est né dans la paroisse de S. Maria Immacolata à Gênes, (Italie). Ses parents étaient Nicolò Siri et Giulia Bellavista. Il entra au petit séminaire de Gênes le 16 octobre 1917, puis au grand séminaire de Gênes  et enfin au séminaire pontifical lombard suivant les cours de l'Université pontificale grégorienne, à Rome, en 1926. Ordonné prêtre par le cardinal Carlo Dalmazio Minoretti le 22 septembre 1928, il continua ses études et son travail pastoral à Rome de 1928 à l'automne 1929.

### Évêque
Il reçoit du pape Pie XII la charge d'auxiliaire pour l'archidiocèse de Gênes, avec le titre d'évêque titulaire de Livias (de) le 14 mars 1944. Il est consacré en mai de la même année par le cardinal Pietro Boetto, jésuite, dans la cathédrale San Lorenzo de Gênes.
En 1946, il est promu au siège archiépiscopal de Gênes.
En 1953 il est élevé au cardinalat par le pape Pie XII. Lors du concile Vatican II, il est proche du Coetus Internationalis Patrum qui réunissait les prélats les plus conservateurs mais refuse d'en faire partie. Paradoxalement, c'est aussi une personnalité reconnue par les camalli (dockers) de Gênes, pourtant majoritairement communistes. Cette aura lui valut de servir comme médiateur à diverses reprises pour des conflits importants dans le port .
Soucieux d'aider au renouveau de la formation sacerdotale en France, il appelle dans son diocèse l'abbé Jean-François Guérin en 1976 et veille sur la fondation de la communauté Saint-Martin, érigée en pieuse union en 1976 .

### Papable
Le cardinal Siri est le candidat naturel « des prélats les plus conservateurs au conclave » pendant plus de 20 ans lors des conclaves de 1958, de 1963, d'août 1978 et d'octobre 1978.
Ainsi, il était encore un des principaux papables en août et en octobre 1978 lors des conclaves qui suivirent la mort de Paul VI puis celle de Jean-Paul Ier. 
Après la mort prématurée du pape Jean-Paul Ier, il est le principal candidat conservateur opposé au cardinal Giovanni Benelli, principal candidat libéral. Il obtient le plus de voix jusqu'au sixième des huit tours de scrutin. Cependant sa « personnalité impérieuse » et ses prises de position lui valent une forte opposition de nombre de prélats.
Il démissionne du diocèse de Gênes le 6 juillet 1987, à l'âge de 81 ans. Il est remplacé par Giovanni Canestri.
Le cardinal Siri meurt le 2 mai 1989 à la Villa Campostano, à Albaro, à l'âge de 82 ans. Il est enterré à Gênes, dans la cathédrale métropolitaine San Lorenzo.
Certains sédévacantistes soutiennent la théorie complotiste selon laquelle il aurait été élu pape en 1958 (en) sous le nom de Grégoire XVII mais aurait été forcé de renoncer à ce titre. Cela ferait donc de Jean XXIII et de tous ses successeurs des antipapes. Siri n'a jamais soutenu ces théories conspirationnistes et a toujours accepté l'autorité et la légitimité de tous les papes de son vivant.

## Prise de position
Concernant le SIDA, Giuseppe Siri explique en 1987 : « Le monde a progressé surtout dans les sept péchés capitaux. En réponse, Dieu nous a envoyé le SIDA ». Cette maladie est un « châtiment de Dieu ».

## Les traditionalistes et le cardinal Siri
En 1987, Marcel Lefebvre s'apprête à procéder au sacre de quatre évêques au sein de la fraternité Saint-Pie-X sans mandat pontifical. Cet acte plaçant la fraternité au bord du schisme avec l'Église, il reçoit une lettre pressante du cardinal Siri : « Monseigneur je vous prie à genoux de ne pas vous détacher de l'Église. Vous avez été un apôtre, un grand évêque, vous devez rester à votre place. À notre âge nous sommes devant la porte de l'éternité. Je vous attends toujours ici, dans l'Église et après au paradis. ».

## Aide aux nazis
En 2003, le quotidien italien Il Secolo XIX, fondé à Gênes, publie une enquête sur les complicités dont ont bénéficié, au début des années 1950, des nazis dans leur fuite. Des prêtres sont accusés d'avoir aidé les criminels et le cardinal Giuseppe Siri était informé de ces protections. Le franciscain hongrois Edoardo Dömöter et le Croate Carlo Petranovic sont cités. Ce dernier utilisait « la Mercedes noire à plaques diplomatiques du Vatican. Il voyageait souvent, de nuit, entre Gênes et Rome, et revenait de nuit avec une valise diplomatique contenant les passeports offrant une nouvelle vie aux nazis en fuite ».